# Piper PA-34 Seneca
Il Piper PA-34 Seneca è un aereo bimotore leggero commuter prodotto da Piper Aircraft dal 1971 e tuttora in produzione (nel 2009). È utilizzato principalmente per viaggi d'affari e viene impiegato per l'addestramento avanzato di piloti; la Lufthansa lo usa per i voli di preparazione degli allievi volti a ottenere la licenza ATPL (licenza di pilota di linea).

## Sviluppo
Nel corso degli anni il PA-34 Seneca è stato modificato più volte fin dal suo primo volo. Esso è infatti lo sviluppo del Piper PA-323M, aereo da turismo trimotore.

### PA-34-180 Twin Six
Con la decisione di abbandonare il progetto trimotore provato con il PA-32-3M, il PA-34 è stato sviluppato come un progetto bimotore. Il prototipo ha avuto due motori Lycoming O-360 da 180 hp e un carrello di atterraggio anteriore fisso. Il secondo prototipo volò il 30 agosto 1968, ancora con due motori Lycoming O-360 da 180 hp, ma aveva il carrello di atterraggio retrattile e una coda verticale più alta.  Il terzo prototipo, più vicino alla produzione di serie, è volato il 20 ottobre 1969, dotato di motori Lycoming IO-360-A1 da 200 hp.

### PA-34-200 Seneca I
Certificato il 7 maggio 1971 e introdotto alla fine del 1971, il PA-34-200 Seneca I è alimentato da due Lycoming IO-360-C1E6. Il motore di destra ha nella sigla di denominazione la "L" ad indicare la rotazione sinistrorsa dell'albero motore.  Sono stati costruiti un totale di 934 PA-34-200 Seneca I.

### PA-34-200T Seneca II
In risposta alle lamentele riguardo alle caratteristiche di maneggevolezza del velivolo, Piper ha introdotto il PA-34-200T Seneca II. Il velivolo è stato certificato il 18 luglio 1974. La "T" nella denominazione del modello nuovo riflette l'introduzione della versione turbocompressa del sei cilindri Continental TSIO-360E o EB, per migliorare le prestazioni soprattutto ad altitudini più elevate. Il Seneca II ha mantenuto la soluzione con i motori rotanti in senso opposto del precedente Seneca I. Come optional furono resi disponibili sedili non troppo particolari, definiti dal produttore "posti a sedere club".  Sono stati costruiti un totale di 2 588 Seneca II.

### PA-34-220T Seneca III
Nel 1981 è stato introdotto il PA-34-220T Seneca III dopo aver completato la certificazione il 17 dicembre 1980. 
Il cambiamento nella denominazione del modello riflette un aggiornamento del motore (venne installata la versione Continental TSIO-360-KB).

### PA-34-220T Seneca IV
Nel 1994 la Piper Aircraft ha introdotto il modello Seneca IV dopo aver conseguito la certificazione il 17 novembre 1993. Questo modello è simile al Seneca III, ma offre piccoli miglioramenti, come il cofano con motore ottimizzato per le migliorate prestazioni e una velocità di crociera aumentata. Anche in questo caso furono utilizzati motori contro-rotanti Continental TSIO-360-KB.  Sono stati costruiti un totale di 71 Seneca IV.

### PA-34-220T Seneca V
Ancora una volta il velivolo è stato riprogettato per aumentare le prestazioni, gli switch della cabina di guida sono stati trasferiti dal pannello all'headliner ed è stato installato un motore leggermente diverso, il Continental TSIO-360-RB.

## Utilizzatori
(lista parziale)

### Civili
Italia
- Aviomar

1 PA-34-200 consegnato.

### Governativi
Costa Rica
- Servicio de Vigilancia Aérea - Fuerza Pública

1 PA-34-200T Seneca II consegnato ed in servizio al febbraio 2019.

### Militari
Belize
- Belize Defence Force Air Wing

1 PA-34-200T in servizio al febbraio 2023.
 Bolivia
- Fuerza Aérea Boliviana

1 PA-34 consegnato a maggio 2018 ed utilizzatio per sorveglianza ed osservazione.
 Burkina Faso
- Force Aérienne de Burkina Faso

1 esemplare consegnato ed in servizio al luglio 2017.
 Colombia
- Fuerza Aérea Colombiana

6 consegnati, 4 in servizio al luglio 2018.
 Rep. Dominicana
- Fuerza Aérea Dominicana

 Ecuador
- Fuerza Aérea Ecuatoriana

 Haiti
- Haiti Air Force

 Honduras
- Fuerza Aérea Hondureña

1 PA-34-200T consegnato ed in servizio all'agosto 2021.
 Panama
- Servicio Nacional Aeronaval

 Perù
- Fuerza Aérea del Perú

2 esemplari in servizio al dicembre 2016, che venfono utilizzati per l'addestramento su plurimotori.